# Bogna
Bogna  - es un nombre propio femenino de origen Eslavo, su significado: "bog" (Deus, rico).

## Personajes
- Bogna Koreng, una moderadora sorbia.